# Oratorio di Sant'Antonio (Bertonico)
L'oratorio di Sant'Antonio è un oratorio posto nella località Colombina di Bertonico, nella diocesi di Lodi.

## Storia
L'origine dell'oratorio della Colombina non è nota con precisione; certo è che nel 1653 venne ricostruito – o forse solo modificato.

## Caratteristiche
L'oratorio sorge al centro dell'insediamento, in fregio al canale Muzza.
La facciata, di forme classiche, è caratterizzata da un'ampia finestra semicircolare e sovrastata da un timpano retto da lesene; i fianchi, oggi non intonacati, sono ripartiti da contrafforti posti in corrispondenza delle campate interne. In prossimità dell'abside si erge il campaniletto, di curiosa forma triangolare e sostenuto da un arco.
L'interno, a navata unica coperta da una volta a botte, è suddiviso in quattro campate. Sull'altare maggiore spicca un grande quadro ad olio, della metà del Seicento, raffigurante Sant'Antonio da Padova.